# Aechmea mira
Aechmea mira är en gräsväxtart som beskrevs av Elton Martinez Carvalho Leme och Harry Edward Luther. Aechmea mira ingår i släktet Aechmea och familjen Bromeliaceae. Inga underarter finns listade i Catalogue of Life.